# Vintage TV
A Vintage TV a Vintage Entertainment zenecsatornája volt. Sugárzása Nagy-Britanniában indult, majd 2015. december 4-től 2016. augusztus 1-ig Magyarországon is elérhető volt. A csatorna magyar kiadása műfajtól függetlenül minőségi zenéket sugárzott az 1960-as évektől napjainkig. A One Földfelszíni TV kínálatában volt fogható a B jelű, országos lefedettségű multiplexen, a 11. programhelyen.

## Fordítás
Ez a szócikk részben vagy egészben  a   Vintage TV című angol Wikipédia-szócikk fordításán alapul.  Az eredeti cikk szerkesztőit annak laptörténete sorolja fel. Ez a jelzés csupán a megfogalmazás eredetét és a szerzői jogokat jelzi, nem szolgál a cikkben szereplő információk forrásmegjelöléseként.